# Máronas (Paphos)
Pour les articles homonymes, voir Máronas.
Máronas (grec moderne : Μάρωνας) est un village de Chypre de plus de 0 habitants.